# Čertkus (přírodní památka)
Čertkus je přírodní památka nacházející se jižně od obce Horní Kramolín, podél toku říčky Teplé a na březích Podhorní nádrže. Název toto chráněné území získalo podle hojného výskytu čertkusu lučního, živné rostliny vzácného motýla hnědáska chrastavcového, který zde má jednu z největších populací v České republice. Přírodní památka zde byla vyhlášena v roce 2014 Správou CHKO Slavkovský les, která území zároveň spravuje. Rozloha lokality je 42,26 ha.
Chráněné území leží z velké části v ochranném vodárenském pásmu I. stupně a je sem tedy omezený vstup.

## Přírodní poměry

### Flora
Vegetace je tvořena především mokřadními loukami, slatiništi, prameništi a fragmenty olšových luhů. Roste zde množství chráněných a vzácných rostlin, jako vachta trojlistá (Menyanthes trifoliata), ostřice blešní (Carex pulicaris), tolije bahenní (Parnassia palustris), oměj vlčí mor pravý (Aconitum lycoctonum ssp. lycoctonum), kosatec sibiřský (Iris sibirica), tučnice obecná (Pinguicula vulgaris), bařička bahenní (Triglochin palustre), ostřice přioblá (Carex diandra), hadí mord nízký (Scorzonera humilis), prstnatec Fuchsův (Dactylorhiza fuchsii), prstnatec májový (Dactylorhiza majalis), vrba rozmarýnolistá (Salix rosmarinifolia) a další.

### Fauna
Území je pravidelným hnízdištěm bekasiny otavní (Gallinago gallinago) a chřástala polního (Crex crex). Jednoznačně nejvýznamnějším živočichem je však hnědásek chrastavcový (Euphydryas aurinia) – jeden z nejvíce ohrožených denních motýlů v Evropě. Dalším významným hmyzím druhem je kriticky ohrožený hnědásek rozrazilový (Melitaea diamina).
Severozápadně od Čertkusu se nachází přírodní památka Sirňák známá svými vývěry plynů. I v přírodní památce Čertkus lze nalézt vývěry plynů a minerálních vod ústících přímo do toku říčky Teplé. Území je mozaikovitě koseno (zčásti ručně, zčásti strojově), jsou zde průběžně redukovány nálety dřevin a obnovovány staré zaniklé rybníčky.
Lokalita je typickou ukázkou dobře zachovalých mokřadů Tepelska.

## Galerie

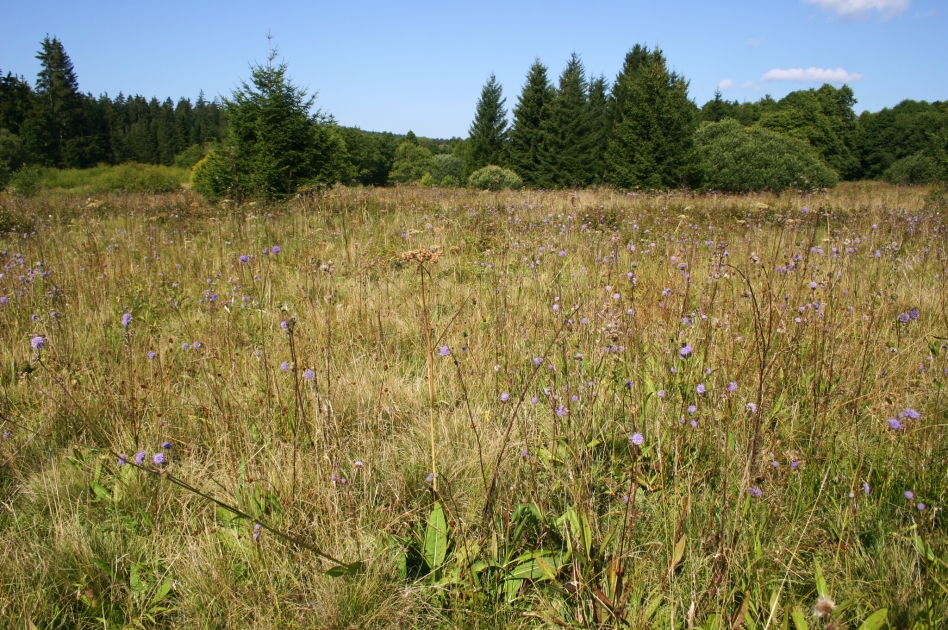
Střídavě vlhké louky s porosty čertkusu lučního.
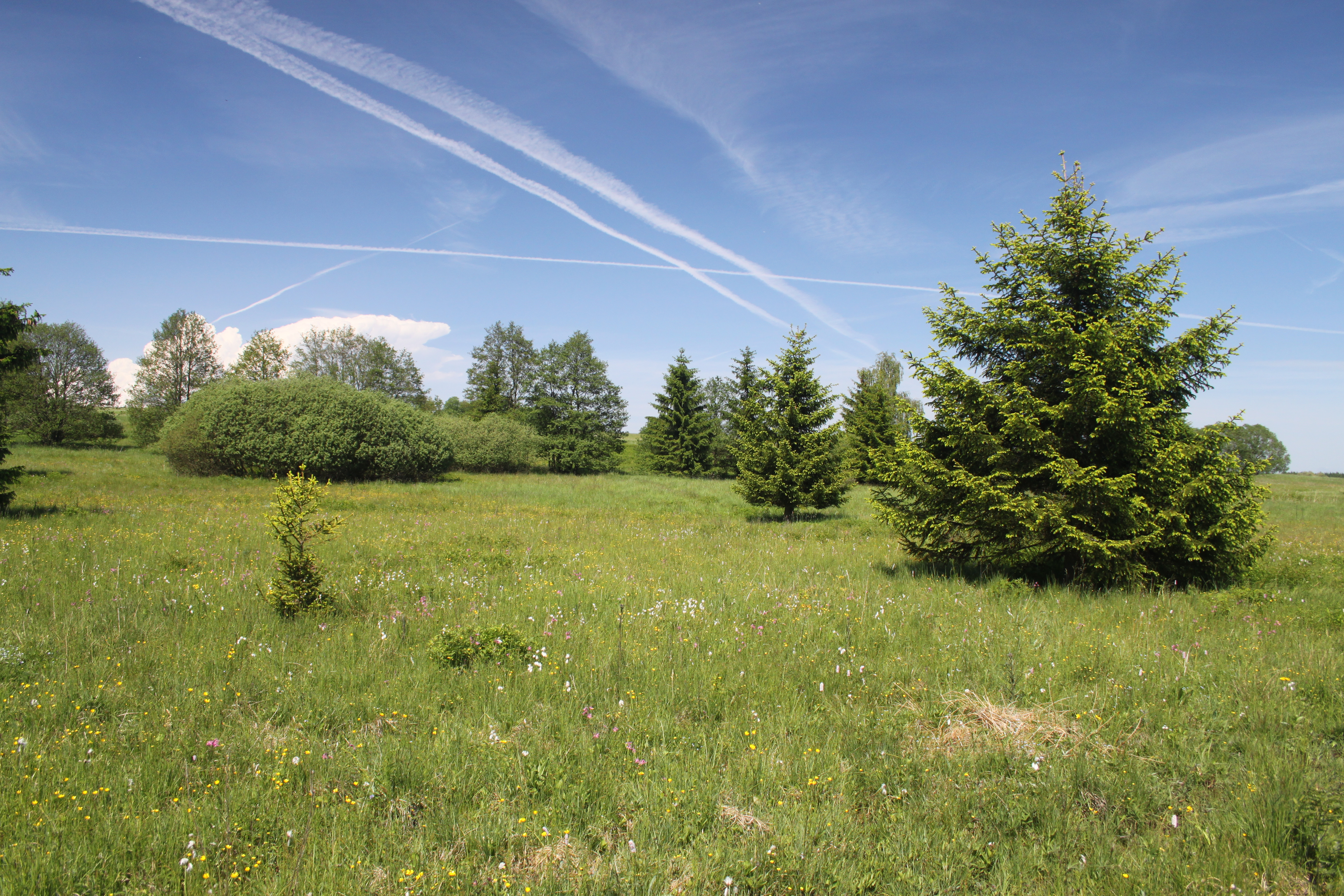
Mokřadní louky ve střední části PP Čertkus.
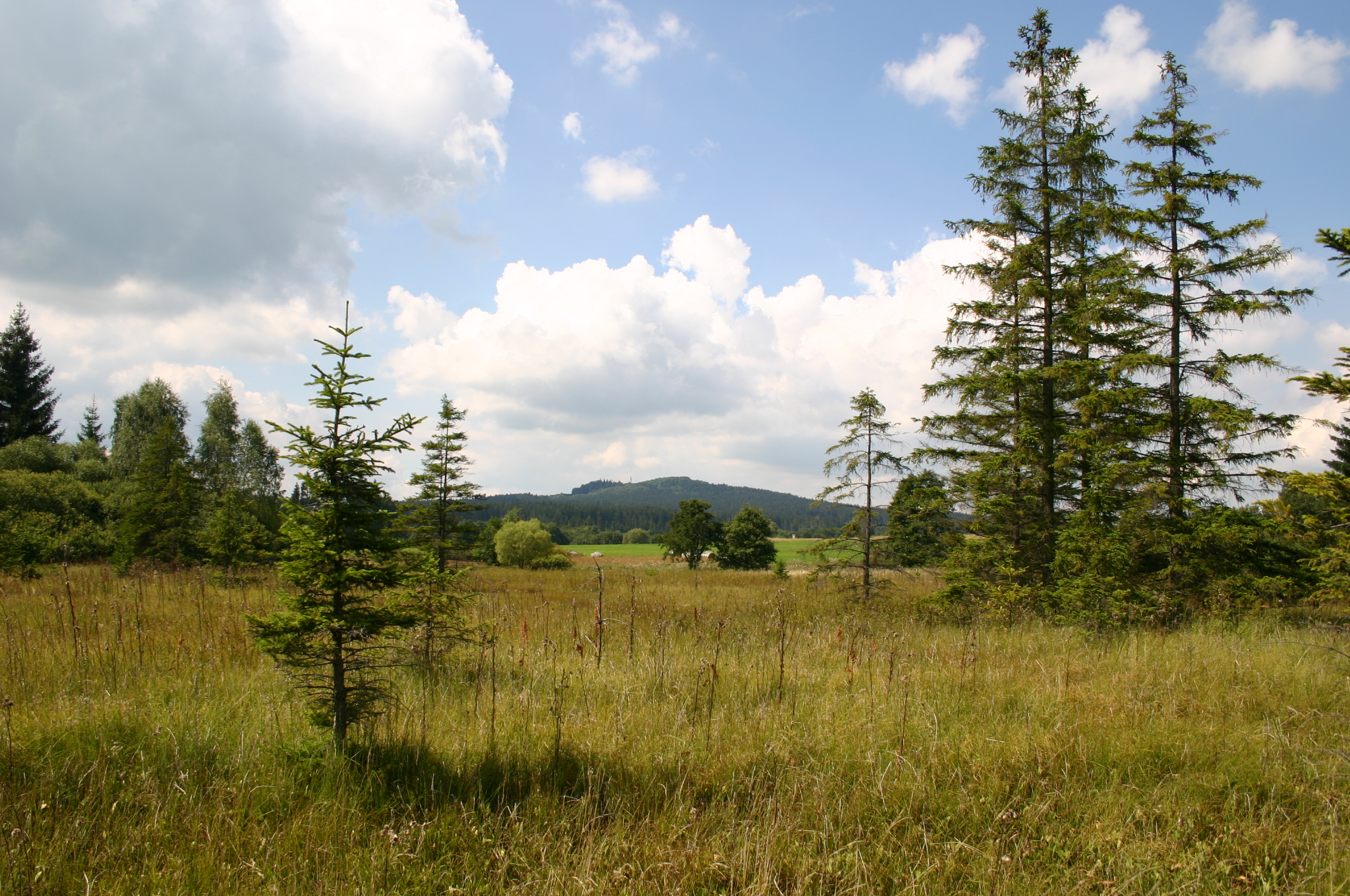
Rašelinná východní část území.
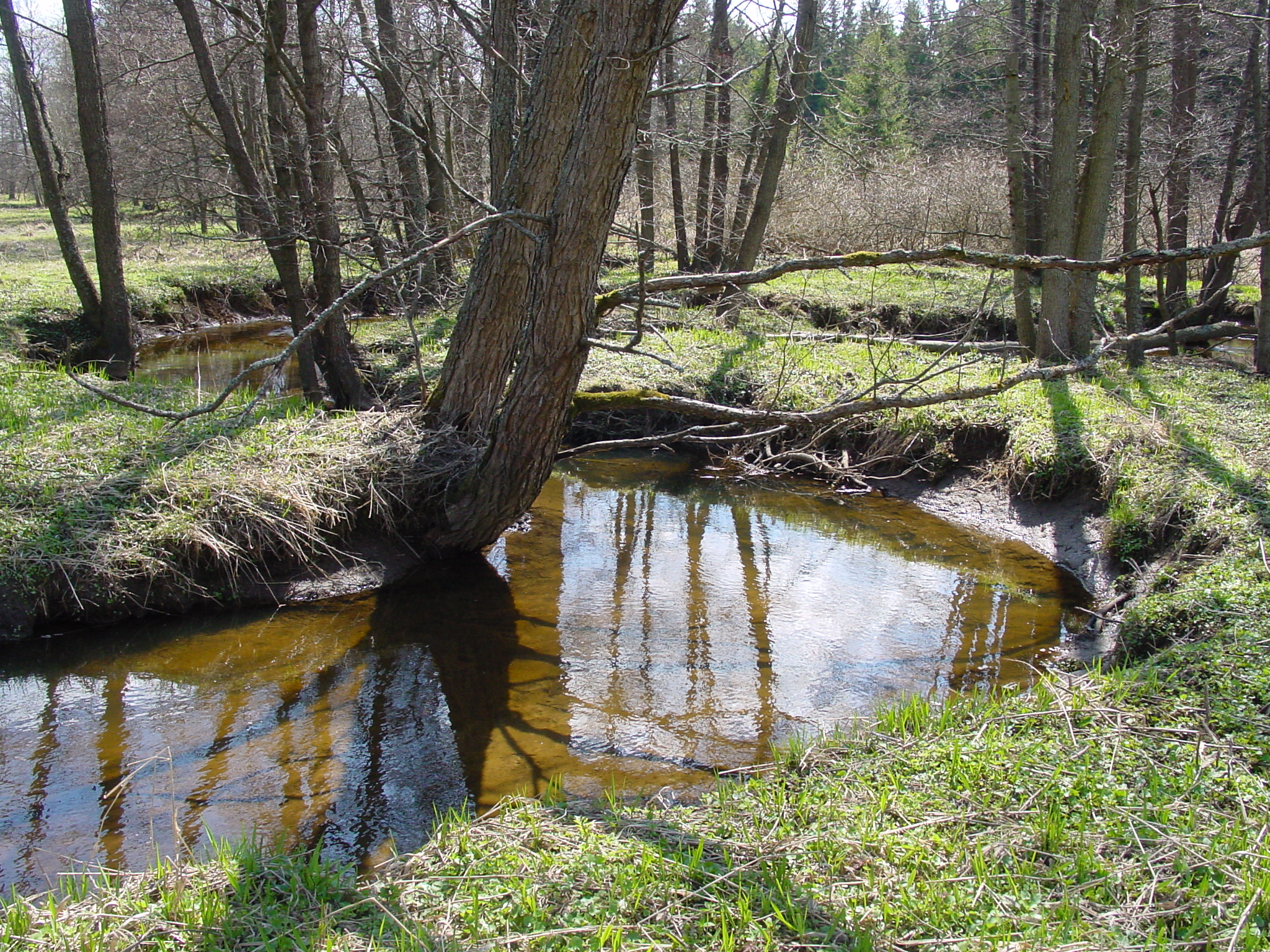
Meadry říčky Teplé v západní části PP Čertkus.
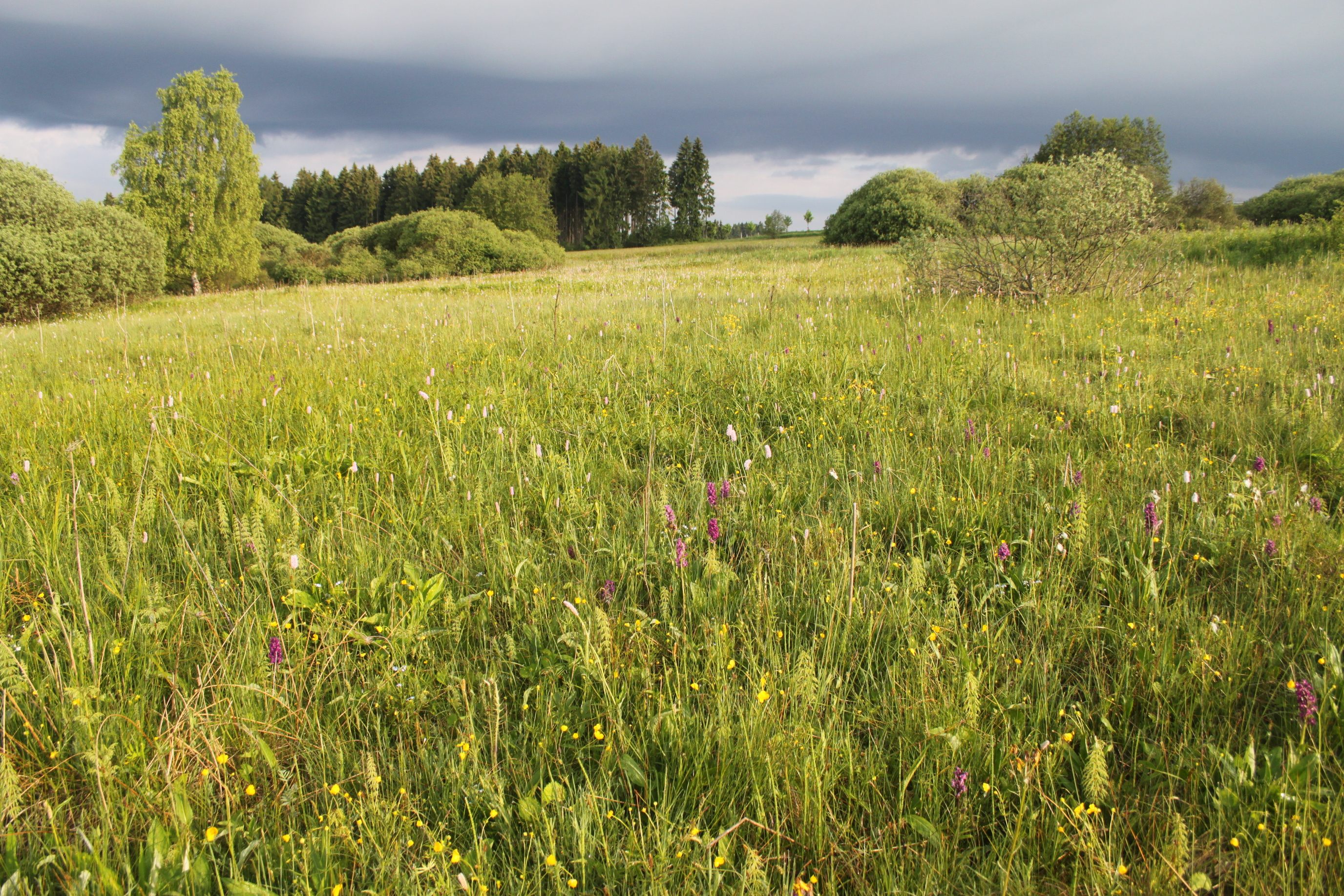
Květen na zdejších mokřadech, v popředí prstnatce májové.
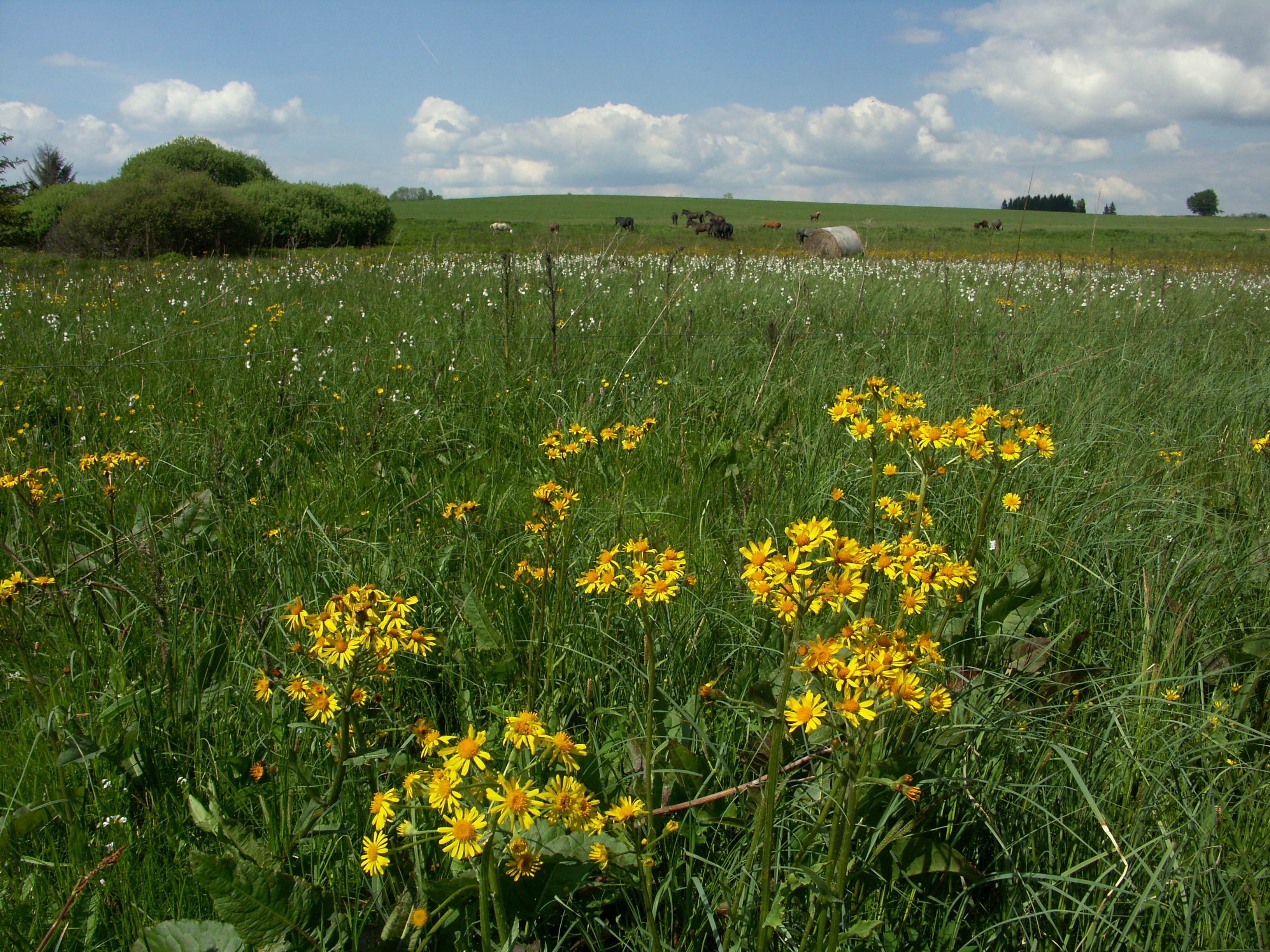
Mokřady se stařincem potočním.
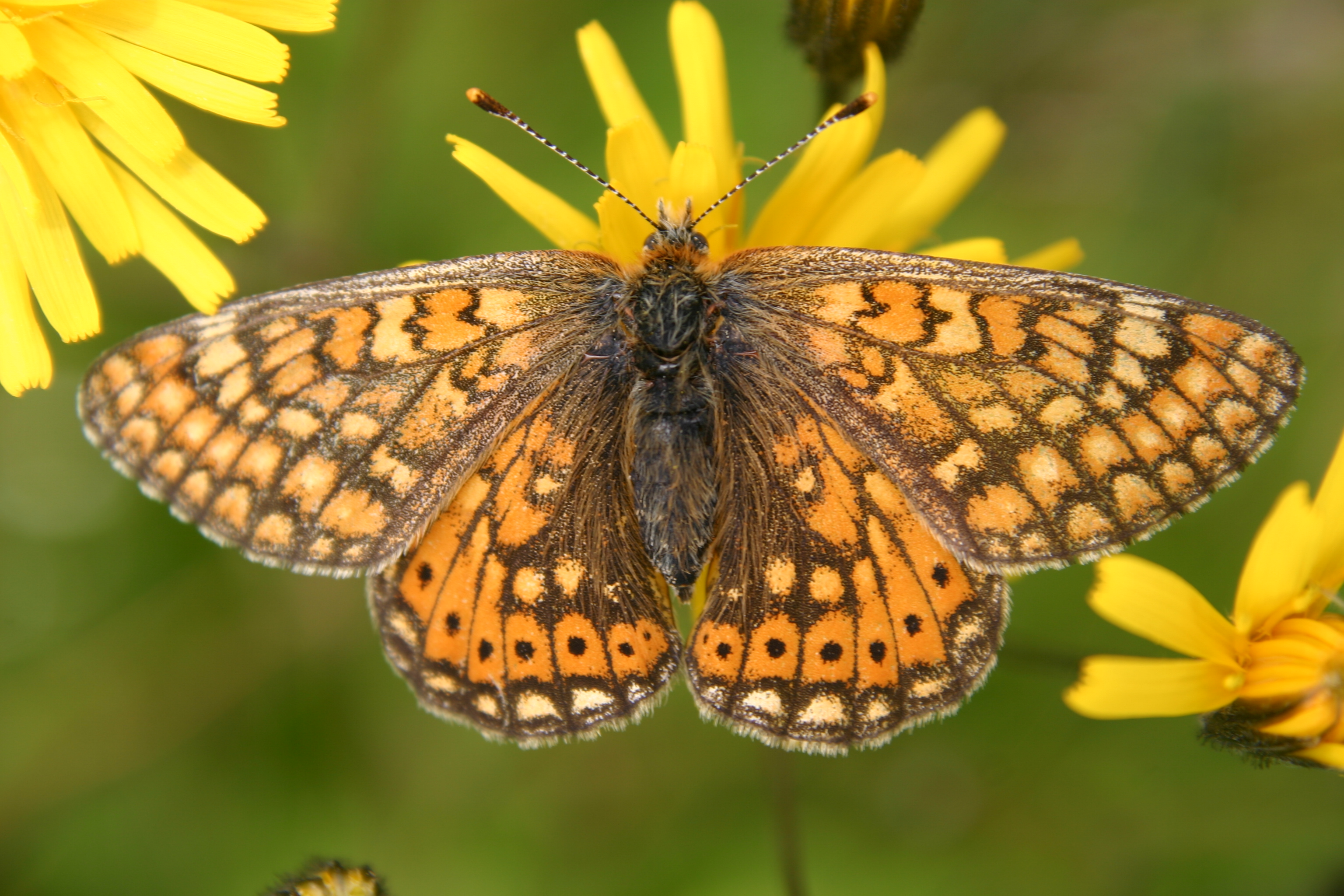
Hnědásek chrastavcový (Euphydryas aurinia).